# النجاد (بني ضبيان)

تعديل مصدري - تعديل

النجاد هي إحدى قرى عزلة بني ضبيان بمديرية بني ضبيان التابعة لمحافظة صنعاء، بلغ تعداد سكانها 0 نسمة حسب تعداد اليمن لعام 2004.